# Leszek van Mazovië
Leszek van Mazovië (circa 1162 - 1186) was van 1173 tot aan zijn dood hertog van Mazovië en Koejavië.

## Levensloop
Hij was de zoon van groothertog Bolesław IV de Kroesharige van Polen en Wierchoslawa van Kiev. Nadat zijn oudere broer Bolesław in 1172 stierf, bleef hij als enige mannelijke erfgenaam van zijn vader over. Nadat zijn vader in 1173 stierf, volgde Leszek hem op als hertog van Mazovië en Koejavië. Wegens zijn minderjarigheid werd zijn oom Casimir II tot in 1177 regent. Het groothertogdom van Polen zelf kwam in handen van Mieszko III, de oudst overlevende broer van Bolesław IV. Omdat Leszek echter een slechte gezondheid had, bleef zijn oom Casimir II ook na 1177 een belangrijke invloed uitoefenen in Mazovië. Omdat zijn oom Casimir II na de afzetting van Mieszko III in 1177 ook groothertog van Polen was geworden, werden de belangen van Casimir in Mazovië vertegenwoordigd door de belangrijke magnaat Zyron.
Leszek en Casimir hadden een zeer goede band en in 1180 nam Leszek deel aan de oorlog die Casimir tegen prins Volodar van Minsk voerde. Volodar had namelijk de stad Brest veroverd, die in handen was van Leszeks schoonbroer Vasilko Jaropolkovitsj. In 1184 koos Leszek echter onverwacht de zijde van Mieszko III. Bij een meeting in Płock met Mieszko III verklaarde Leszek namelijk dat als hij zonder nakomelingen stierf, Mieszko de Jonge, een zoon van Mieszko III, de nieuwe hertog van Mazovië zou worden.
Door de agressieve politiek van Mieszko III besliste Leszek in 1185 echter dat zijn oom Casimir II hem moest opvolgen als hertog van Mazovië en nam dit op in zijn testament. In 1186 stierf Leszek ongehuwd en kinderloos, waarna Casimir II hertog van Mazovië werd. Mieszko III veroverde echter Koejavië, dat hij aan zijn zoon Boleslaw schonk. Leszek werd begraven in de Kathedrale basiliek Maria-Tenhemelopneming in Płock.